# تور جهانی مادر قلب‌اتمی

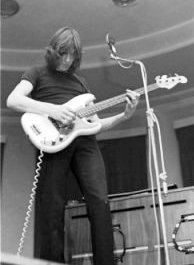
پینک فلوید در حال تمرین برای اجرای تور

تور مادر قلب اتمی (به انگلیسی: Atom Heart Mother World Tour) یک تور/کنسرت جهانی از گروه موسیقی راک پینک فلوید بود که از سپتامبر ۱۹۷۰ آغاز شد و تا اکتبر ۱۹۷۱ ادامه داشت. در این تور گروه پینک فلوید برای اولین بار به کشورهایی نظیر استرالیا و ژاپن رفت و با این تور آنها جزو اولین گروه‌های راک اروپایی بودند که به آن کشورها رفته و برنامه اجرا کردند. این تور بیشر برای معرفی آلبوم «مادر قلب‌اتمی» برگزار شده بود.

## لیست آهنگ‌ها
یک نمونه از آهنگ‌هایی که در این تور اجرا شده بود:
- «خداوند اخترشناسی»
- «اوردرایو میان‌ستاره‌ای»
- «دستگاه‌ها را تنظیم کن به سمت قلب خورشید»
- «یک نعلبکی رمز و راز»
- «سیمبلاین»
- «سبز است رنگ»
- «تم اصلی»
- «مراقب تبر باش، یوجین»
- «سیسیفوس» بخش ۱–۴
- «علفزارهای گرانچستر»
- «رویان»
- «ویرایش اولیه ما و آن‌ها با نام The Violent Sequence»
- «تپش قلب، گوشت خوک»
- «مادر قلب اتمی»
- «خورشید پیر چاق»
- «صبحانه روان‌گردان آلن»
- «شمار زیادی از حیوانات کوچک با هم در غار جمع شده بودند» (به طور جزئی)
- «خوردگی» (جزو آهنگ‌هایی که در آلبومی منتشر نشده)
- «بلوز بیشتر»

## اعضای گروه
- نیک میسن - درامز و سازهای کوبه‌ای
- ریچارد رایت - کیبوردز، خواننده
- دیوید گیلمور - گیتار و خواننده
- راجر واترز - گیتار بیس و خواننده